# Caleta Aulen
Caleta Aulen —o simplemente Aulen— es una localidad costera del sur de Chile que pertenece a la comuna de Hualaihué, en la provincia de Palena, Región de Los Lagos. Se encuentra al sur del seno de Reloncaví. En lengua indígena Aulen significa «montón».

## Descripción
La caleta se encuentra frente a la isla de Aulen, lo que hace de esta caleta un área bastante protegida. Su economía en la actividad pesquera artesanal, y uno de los oficios más destacados es la construcción de botes y lanchas a través de astilleros artesanales.
Se encuentra en la llamada «ruta costera» de la comuna, que une a distintos caseríos a orillas del seno de Reloncaví y del golfo de Ancud. En dirección a Contao le siguen Quildaco Bajo (4 km) y La Poza (7 km); en dirección a Hornopirén continúan las localidades de Tentelhue (4,5 km), Rolecha (7 km), Caleta Quetén (11 km), Chauchil (16 km), Lleguimán (21 km) y Hualaihué Puerto (30 km).
La localidad de Caleta Aulén fue afectada por los temporales de año 2013.